# 권순경
권순경(영어: Kwon Sunkyung, 1957년 ~ )은 대한민국의 소방공무원, 준정부기관인이다. 1985년 2월 18일 제4기 소방간부후보생으로 임용된 후 경북 영주소방서장, 경기도 소방학교장, 중앙소방학교장, 소방방재청 소방정책국장, 제26대 서울특별시 소방재난본부 본부장, 한국소방산업기술원 원장을 역임하였다.